# Telesto (měsíc)

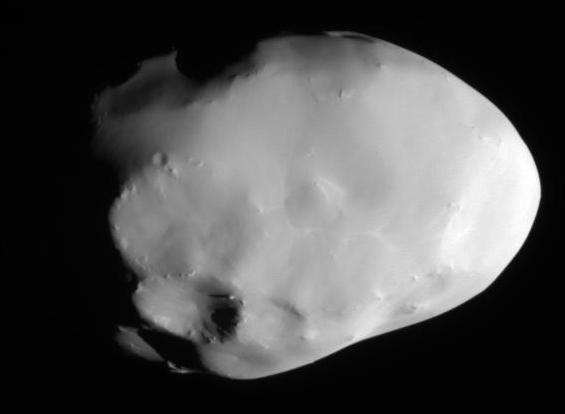
Měsíc Telesto

Telesto je měsíc planety Saturn. Od Saturnu je vzdálen 294 619 kilometrů. Rozměry jsou 33×24×20 kilometrů. Hmotnost měsíce není známa. Objeven byl roku 1980 pomocí pozemských pozorování týmu Bradforda A. Smithe. Doba jednoho oběhu měsíce kolem planety je 1,8878 dne. Telesto je koorbitální s měsíci Tethys (obíhá v jeho libračním centru L4) a Calypso, obíhajícím kolem libračního centra L5. Doba rotace je synchronní s dobou oběhu.
V době objevu byl provizorně označen S/1980 S 13. Později se označoval jako Saturn XIII a Tethys B. Definitivní jméno Telesto odkazuje na jednu z dcer bohyně Tethys v řecké mytologii, jméno je prý zosobněním božského požehnání nebo úspěchu.
11. října 2005 prolétla kolem měsíčku sonda Cassini. Ze snímků je patrné, že povrch je překvapivě hladký s pouze několika výraznějšími impaktními krátery.